# Tieng Tiny
Tieng Tiny (Siem Reap, 9 de junho de 1986), é um futebolista cambodjano que atua como zagueiro. Atualmente, joga pelo Nagacorp.
É considerado um dos melhores defensores do seu país nos últimos anos, Tieng tem sido regularmente convocado para a Seleção Cambojana desde a sua estreia internacional em 2006. Ele se juntou ao Phnom Penh em 2008 depois de uma temporada com Nagacorp, tendo assinado previamente com o Khemara.

## Títulos
Phnom Penh
- Campeonato Cambojano: 2010, 2011
- Copa Hun Sen: 2009

Nagacorp
- Campeonato Cambojano: 2007
- Copa Hun Sen: 2013